# Pterasteridae
De Pterasteridae zijn een familie van zeesterren uit de orde Velatida.

## Geslachten
- Amembranaster Golotsvan, 1998
- Benthaster Sladen, 1882
- Calyptraster Sladen, 1882
- Diplopteraster Verrill, 1880
- Euretaster Fisher, 1940
- Hymenaster Thomson, 1873
- Hymenasterides Fisher, 1911
- Pteraster Müller & Troschel, 1842

## Afbeeldingen

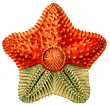
Hymenaster echinulatus
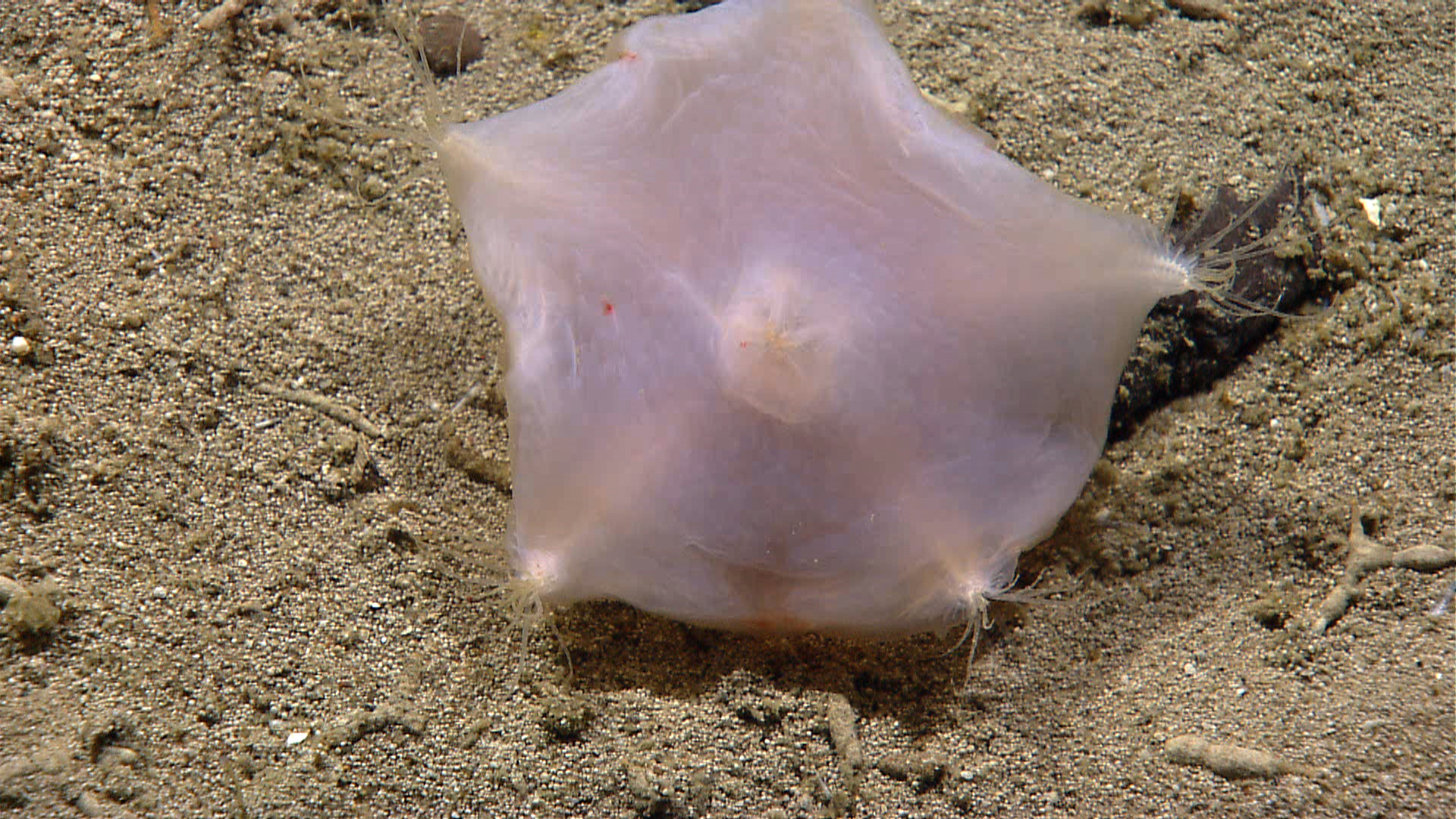
Hymenaster sp.
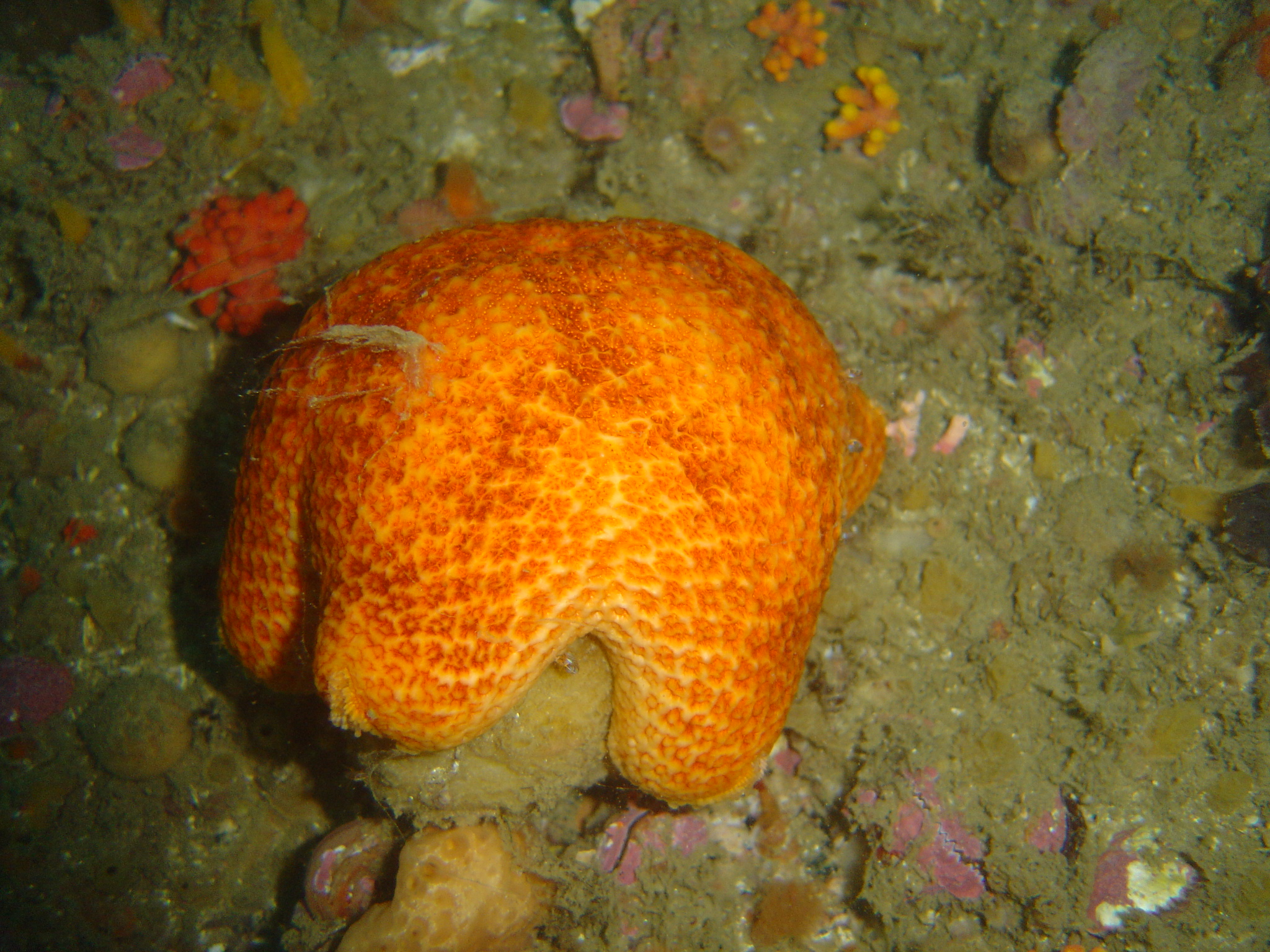
Pteraster capensis.
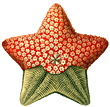
Pteraster stellifer